# Abdelkrim Bouderghouma
Abdelkrim Bouderghouma, né le 30 septembre 1940 à Blida et mort le 25 novembre 2013 dans la même ville, est un homme politique algérien.

## Fonctions
Ses principales fonctions occupées sont :
1. Administrateur Stagiaire au Ministère de l'Intérieur: (1968-).
2. Wali d'Adrar: (-1983).
3. Wali de Saïda: (1983-1987).
4. Député FLN de la Wilaya de Blida: (2007-2012).

## Maladie et décès
Abdelkrim Bouderghouma est décédé le 25 novembre 2013 à l'âge de 73 ans à Blida.